# Capucine
Capucine, nom artístic de Germaine Hélène Irène Lefèbvre, nascuda el 6 de gener de 1928 a Sait-Rafèu (França) i morta el 17 de març de 1990 a Lausana (Suïssa), va ser una model i actriu francesa, coneguda sobretot pels films rodats a començaments dels anys 60 a Hollywood i en especial pel seu paper de Simone Clouseau.

## Biografia
Germaine Lefebvre passà la seva infantesa a Toulon. La seva família s'instal·là a continuació a Saumur, on ella cursà els estudis i es graduà en llengües estrangeres. Seguint els consells d'un amic fotògraf, abandonà la formació per esdevenir model, pensant que aquest ofici li permetria seguir cursos d'art dramàtic. Durant el període en què segueix els cursos de Jacques Caront al Théâtre de l'Œuvre, adopta el pseudònim de Capucine.

### Trajectòria com a model
Cap als disset anys, Capucine va començar a fer de model a Germaine Lecomte, una casa de moda de l'avinguda Matignon. Simultàniament, va posar per a la publicitat, després va treballar per a Maggy Rouff.
L'any 1952, amb la seva «mirada perduda en la distància i l'aire altiu» corresponent als estàndards de l'època, esdevé model per a Givenchy. Hubert de Givenchy dirà que «ella era sobretot una gran amiga personal, algú que estimava especialment» i la vestirà durant tota la seva vida. A aquesta època dels anys cinquanta es remunta l'amistat amb Audrey Hepburn, que també estava començant com a model. Els seus vincles romandran indestructibles fins a la desaparició de Capucine.
Alterna les seves activitats a Givenchy amb la representació, vestida de Dior, Fath o Balmain per a la Chambre Syndicale de la Haute Couture. La seva primera portada del Vogue francès és fotografiada per Henry Clarke, treballa amb Jean Chevalier de l'Elle francesa, així com el prolífic fotògraf Georges Dambier. És igualment fotografiada per Capa l'any 1951.

### Trajectòria com a actriu de cinema
Capucine debuta al cinema l'any 1948 a L'Aigle à deux têtes, de Jean Cocteau. Continua amb Rendez-vous de juillet, de Jacques Becker, on fa una aparició i hi coneix l'actor Pierre Trabaud, amb qui es casa, tot i que la seva unió només dura sis mesos.
Cap a la fi dels anys 1950, descoberta durant una desfilada de moda pel realitzador americà Charles K. Feldman, marxa cap a Hollywood, on es perfecciona seguint els cursos d'art dramàtic de Gregory Ratoff.

Gira a continuació en diverses produccions americanes. D'aquesta època són remarcables, l'any 1960, Le Bal des adieux, de Charles Vidor i George Cukor, al costat de a Dirk Bogarde, i sobretot Le Grand Sam, amb John Wayne, on la crítica americana observa que «Capucine, l'esvelta actriu francesa contractada per interpretar Ange, aporta a la pel·lícula un toc de classe». Remarcable és també la seva interpretació a La Rue chaude, d'Edward Dmytryk, el 1962.

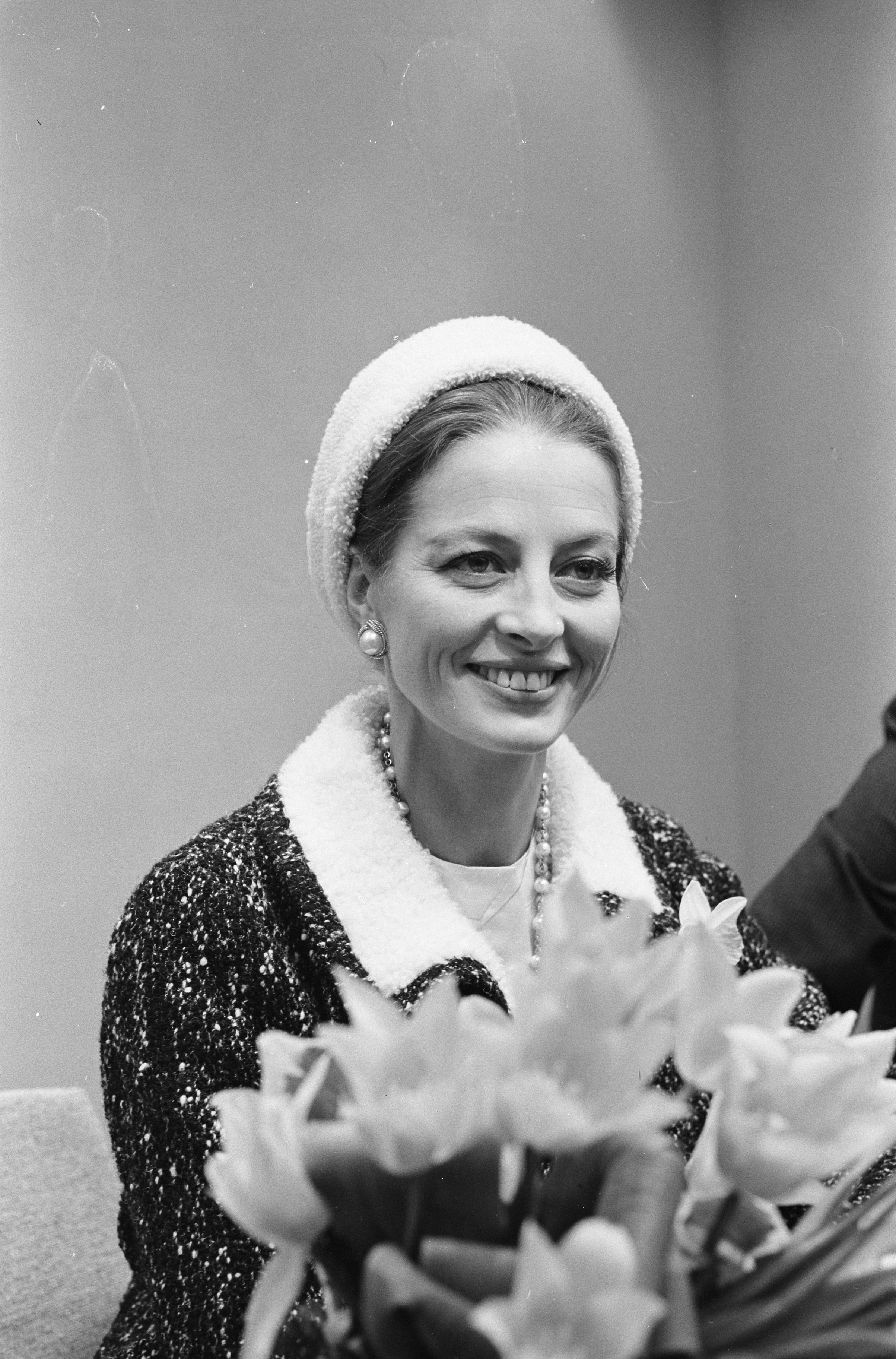
L'abril del 1962.Foto de Harry Pot / Agència Anefo Fonds dels Arxius nacionals dels Països Baixos

Però el seu paper més significatiu d'aquest període és, sens dubte, el de Simone Clouseau, la dona del famós inspector interpretat per Peter Sellers a la Pantera rosa, de Blake Edwards, l'any 1963 (i, vint anys més tard, en dues de les seves continuacions).
Es recorda igualment el seu personatge de princesa Dominica a Guêpier pour trois abeilles, de Joseph L. Mankiewicz, on rivalitza amb Susan Hayward i Maggie Smith amb Rex Harrison (1967).
Capucine, tan refinada, té una relació de dos anys amb William Holden –actor agressiu, alcohòlic i aleshores casat– a qui coneix durant el rodatge de Le Lion, de Jack Cardiff. Retornà a Europa a mitjans dels anys seixanta, on va continuar la seva carrera rodant a França, Alemanya i Itàlia, fent unes quantes incursions als Estats Units.
Durant aquest període, les pel·lícules en què participa no tindran gaire impacte, tret de l'extraordinària pel·lícula de Federico Fellini, Satyricon, en què assumeix el paper atípic i sorprenent de Tryphène (1969).
L'any 1990, sola i sabent-se greument malalta, se suïcida, llançant-se per la finestra, a Lausana.
Aquesta model elegant, desatesa pel cinema francès, va esdevenir una de les poques models que arriben a fer una carrera notable en el cinema, i a ser una estrella francesa a Hollywood. Bella, rossa, d'ulls blaus, distingida i sensual, Capucine va representar per al cinema americà dels anys seixanta l'arquetip de la dona francesa.

## Distincions

### Nominacions
- Globus d'Or 1961: nominada per al Globus d'or com a millor actriu en un film musical o en una comèdia per Le Bal des adieux.
- Laurel Awards 1961: nominada per al Golden Laurel com a nova personalitat femenina (8a posició).

## Filmografia
- - 1948: L'Aigle à deux têtes, de Jean Cocteau
  - 1949: Rendez-vous de juillet, de Jacques Becker
  - 1950: Ce siècle a cinquante ans, de Denise Tual
  - 1950: Mon ami Sainfoin, de Marc-Gilbert Sauvajon
  - 1950: Bertrand cœur de lion, de Robert Dhéry
  - 1955: Frou-Frou, d'Augusto Genina
  - 1955: Mademoiselle de Paris, de Walter Kapps
  - 1960: Cançó immortal (Song Without End), de Charles Vidor et George Cukor
  - 1960: North to Alaska, d'Henry Hathaway
  - 1961: Le Triomphe de Michel Strogoff, de Victor Tourjansky
  - 1962: La gata negra (Walk on the Wild Side), d'Edward Dmytryk
  - 1962: The Lion, de Jack Cardiff
  - 1962: I Don Giovanni della Costa Azzurra, de Vittorio Sala
  - 1963: La Pantera Rosa (The Pink Panther), de Blake Edwards
  - 1964: El setè matí (The 7th Dawn), de Lewis Gilbert
  - 1965: Com va això, gateta? (What's New Pussycat?), de Clive Donner
  - 1966: Le fate, d'Antonio Pietrangeli, episodi Fata Marta
  - 1967: Dones a Venècia (The Honey Pot), de Joseph L. Mankiewicz :
  - 1968: Las Crueles, de Vicente Aranda
  - 1969: Satiricó, de Federico Fellini
  - 1969: Fraulein Doktor, d'Alberto Lattuada
  - 1971: Red Sun, de Terence Young
  - 1971: Ciao Federico!, documental de Gideon Bachman
  - 1975: L'Incorrigible, de Philippe de Broca
  - 1976: Per amore, de Mino Giarda
  - 1976: Bluff storia di truffe e di imbroglioni, de Sergio Corbucci
  - 1976: Ritratto di borghesia in nero, de Tonino Cervi
  - 1977: Ecco_noi_per_esempio..., de Sergio Corbucci
  - 1978: Giallo napoletano, de Sergio Corbucci
  - 1979: 4 bandiere, d'Umberto Lenzi
  - 1979: Arabian Adventure, de Kevin Connor
  - 1979: Jaguar Lives!, d'Ernest_Pintoff
  - 1982: Hart to Hart, sèrie televisiva, episodi Hart of Diamonds realitzat per Harry Winer
  - 1982: Aphrodite, de Robert Fuest
  - 1982: Darrere la pista de la Pantera Rosa (Trail of the Pink Panther), de Blake Edwards
  - 1983: La maledicció de la Pantera Rosa (Curse of the Pink Panther), de Blake Edwards
  - 1983: Balles perdues, de Jean-Louis Comolli
  - 1984: Noces de soufre, de Raymond Vouillamoz
  - 1985: Paint me a Murder, sèrie televisiva, de Peter S. Fischer
  - 1986: Sins, sèrie televisiva, de Douglas Hickox
  - 1987: Le foto di Gioia, de Lamberto Bava
  - 1987: Miei primi quarant'anni, de Carlo Vanzina
  - 1988: Pygmalion 88, de Flavio Mogherini
  - 1989: Helmut Newton: Frames from the Edge, documental d'Adrian Maben
  - 1989: Barrio negro, de Pierre Koralnik, inèdit en sala (televisada el 1995)
  - 1990: Détective_Gentleman (minisèrie televisiva)